# Pauranki
Pauranki är ett naturreservat i Kiruna kommun i Norrbottens län.
Området är naturskyddat sedan 2016 och är 4,9 kvadratkilometer stort. Reservatet omfattar östsluttningen av Paurankivaara och våtmarker öster om denna. Reservatet består av tallnaturskog och en del gran vid våtmarkerna i öster.  